# Gnolus
Gnolus là một chi nhện trong họ Mimetidae.